# Кеннер (Луизиана)
Кеннер (англ. Kenner) — город в приходе Джефферсон штата Луизиана на берегу реки Миссисипи, считается одним из пригородов Нового Орлеана. Является крупнейшим городом в приходе Джефферсон и среди пригородов Нового Орлеана, а также занимает шестое место по населению среди городов штата.

## География
Кеннер расположен к западу от Нового Орлеана между рекой Миссисипи и озером Пончартрейн. Его общая площадь составляет 15,2 квадратной мили (39 км2), а всего в городе по данным на 2010 год проживали 66 702 человека.

## История

### Новая Франция
Местность, на которой ныне стоит Кеннер, ещё несколькими столетиями ранее населяли индейцы. В 1682 во время своей экспедиции по Миссисипи здесь проплывал французский исследователь Рене-Робер Кавелье де Ла Саль, который включил данную местность во владения французского короля — Луизиану. Как впоследствии было установлено при экспедициях 1976—1977 годов, вопреки легендам Ла Саль на самом деле не сходил здесь на берег и к основанию города фактически отношения не имел.
В 1718 году в устье Миссисипи был основан город Новый Орлеан, а выше по течению на картах появилось поселение, которое находилось на месте нынешнего Кеннера и называлось Канны-Брюле (фр. Cannes-Brûlées). Дословно это название можно перевести как «Сожжённые тростники», так как когда исследователи проплывали этот район, то наблюдали, как индейцы жгли тростник, чтобы выгнать дичь. Спустя пару лет здесь появились первые плантации. В 1757 году в Каннах-Брюле стали выращивать сахарный тростник, а впоследствии кукурузу, бобовые и зерновые культуры.

### XIX век
В 1803 году в результате «Луизианской сделки» данная местность в составе всей Луизианы вошла в состав США. В 1840-е годы все три основные плантационные площади на месте Канны-Брюле приобретают братья Кеннеры, чей отец, Уильям Кеннер (англ. William Kenner), прибыл сюда ещё в 1799 году и стал крупным бизнесменом.
В 1855 году через данную местность прошла железнодорожная линия от Нового Орлеана до Джексона, а на месте бывших Канн появилась железнодорожная станция Кеннер. В связи с этим датой основания Кеннера считается 2 марта 1855 года. Вскоре здесь началось строительство сталелитейного завода Коулмана, который стал первым промышленным объектом города. В годы американской гражданской войны в городе ввели военное положение, а сталелитейный завод перевели на производство оружия. В Кеннере закрепились войска конфедератов, но в 1865 году город был занят союзными войсками, после чего последние закрыли завод и промышленное производство в городе вообще, в связи с чем после окончания военных действий в 1867 году жители города занимались в основном огородным хозяйством.
В 1873 году Кеннер был включён в состав административных единиц штата, из-за чего местные полицейские потеряли возможность сбора налогов, что привело к ужесточению полицейского режима в городе, из-за чего в свою очередь произошёл отток населения. Ситуация была исправлена лишь через 4 года. Начиная с 1886 в Кеннер стали прибывать в большом количестве немецкие и итальянские эмигранты, которые выбрали этот относительно аграрный город для сельскохозяйственного бизнеса и вплоть до 1950-х годов Кеннер стал основным поставщиком овощной продукции. В 1899 году начала действовать паромная переправа через Миссисипи.

### XX век
В 1914 году Кеннер получает официально статус городка (посёлок городского типа), после чего началось строительство трамвайной линии, связавшей Кеннер с Новым Орлеаном. В 1919 году строится первая электростанция, а с 1924 года начала работу первая средняя школа. В 1926 через город прошло первое шоссе, что перевело Кеннер в пригороды Орлеана и при этом дало дополнительный толчок к его росту. В 1928 и 1929 годах начали работу соответственно городской водопровод и телефонная связь.

В 1940-х годах в Кеннере был построен международный аэропорт, который изначально носил имя авиатора Джона Мойсанта, погибшего на этом месте в 1910 году, а в июле 2001 года получил имя Луи Армстронга, в честь 100-летия знаменитого музыканта. С этим же аэропортом связана и самая страшная трагедия в истории Кеннера — 9 июля 1982 года Boeing 727 авиакомпании Pan Am при взлёте в условиях грозы потерял высоту и рухнул на город, в результате чего погибли все 145 человек на борту авиалайнера, а также ещё 8 местных жителей. По числу жертв это крупнейшая авиакатастрофа в истории Луизианы, а также входит в десятку крупнейших авиакатастроф в США.
В 1952 году Кеннер получает статус города. Тогда же здесь открывается крупнейшая в стране фабрика по производству спичек. В 1960 году население Кеннера достигает 17 037 человек. В 1979 году население Кеннера достигло уже 60 524 человек, что вывело его на шестое место в штате, которое он удерживает по настоящее время.

## Примечательные сооружения
В Кеннере имеется крупный медицинский центр, шесть музеев, включая планетарий и музей игрушечных поездов, три театра, художественная галерея, натуральная модель космической станции и множество ресторанов и магазинов. На озере Пончартрейн в черте города расположено плавающее казино, совмещённое с гостиницей. На берегу озера имеется специальный центр для проведения конференций.
В черте города расположен международный аэропорт Нового Орлеана.